# Oak Park (Michigan)
Oak Park ist eine Stadt im Oakland County im amerikanischen Bundesstaat Michigan. Laut Volkszählung 2020 leben 29.715 Einwohner in Oak Park.

## Geographie
Gemäß dem United States Census Bureau besitzt die Stadt eine Gesamtfläche von 13,0 km².

## Geschichte
Die Besiedlung der Gegend des heutigen Oak Park ist für das Jahr 1822 nachweisbar, namentlich erwähnt wird die Stadt erstmals 1840. Die erste Bürgerzählung für den Nachweis einer Dorfgemeinde erfolgte im Jahre 1927. Eine zweite Bürgerzählung für den Nachweis eines Status einer Stadt fand am 26. Oktober 1945 statt.
Oak Park ist Heimat von sechs Stahlwerken der Lustron Company aus den frühen 1950ern.
In den Jahren 2002 und 2004 wurde Oak Park durch das Royal Oak Charter Township erweitert.

## Demografische Daten
Laut Volkszählung 2000 lebten in Oak Park 29.793 Menschen in 11.104 Haushalten und 7.595 Familien. Die Bevölkerungsdichte betrug 2.291,5 pro km².

## Bekannte Bewohner
- Doug Fieger (1952–2010), Musiker und Komponist
- Jeffrey Sachs (* 1954), Wirtschaftswissenschaftler, wuchs in Oak Park auf
- Derrick Jefferson (* 1968), Schwergewichtsboxer
- Neil Kleid (* 1975), Comiczeichner und Gewinner des Xeric Award

## Bildung
Die erste Schule von Oak Park, die Clinton School mit nur einem Klassenzimmer, wurde um das Jahr 1900 eingerichtet. Die Clinton School wurde um 1960 zur Junior High School erweitert, eine weitere High School, die Robert Frost-High wurde erbaut. Eine Besonderheit ist die Lessenger Elementary School, eine Schule speziell für Kinder mit Lernbehinderungen.